# Someday (Neil Young)
Someday is een lied dat werd geschreven door Neil Young. Hij bracht het in 1989 uit op zijn album Freedom. Daarnaast verscheen het op een single in Duitsland, zowel op 7" vinyl met Don't cry op de B-kant, als op een cd-single waar als derde nummer ook nog On Broadway op staat.
Het is een ballad op een piano. Het valt binnen de easy listening/popmuziek en kent jazzy invloeden en klanken van Sam Cookes klassieker Chain gang.
In het nummer brengt Young per couplet een bepaald thema aan de orde dat de kwetsbaarheid van de menselijke gesteldheid uitdrukt. De onderwerpen variëren nogal, van de oliepijplijnen in Alaska tot een aan generaal Rommel toegeschreven citaat dat "elk mens een keer moet vliegen" (bedoeld is waarschijnlijk sterven). Het tweede couplet heeft met godsdienst (in het eind jaren 80 als modern geldende televisietijdperk) en het begaan van zonden te maken.
Elk couplet eindigt hij met de herhaling van een zin met als laatste woord someday (ooit). In het laatste couplet vraagt hij zijn geliefde om haar armen om hem heen te slaan en hem alle liefde te geven die ze heeft. Ze hoeven niet langer te wachten tot daar ooit het moment voor is.